# Sjøhausen
Sjøhausen är ett berg i Antarktis. Det ligger i Östantarktis. Norge gör anspråk på området. Toppen på Sjøhausen är 1 300 meter över havet, eller 212 meter över den omgivande terrängen. Bredden vid basen är 2,5 km.
Terrängen runt Sjøhausen är varierad. Trakten är obefolkad. Det finns inga samhällen i närheten.